# Summer Games
Summer Games ist eine 1984 erschienenes Computerspiel des US-amerikanischen Studios Epyx, in der Spieler in verschiedenen olympischen Disziplinen antreten. Entwickelt wurde die Sportsimulation für den Heimcomputer Commodore 64. Das Spiel wurde auf mehrere andere Heimcomputer und Spielkonsolen portiert.

## Spielmechanik
Bis zu acht Spieler können für verschiedene Nationen an folgenden Wettkämpfen teilnehmen:
- Stabhochsprung
- Turmspringen
- 4 × 100 m Staffellauf
- 100 m Sprint
- Turnen
- 4 × 100 m Freistilstaffel
- 100 m Freistilschwimmen
- Tontaubenschießen

Nach der Auswahl einer Nation haben die Spieler die Möglichkeit, entweder in allen Disziplinen nacheinander anzutreten, nur in ausgewählten Disziplinen anzutreten oder eine einzelne Disziplin zu üben. Die Highscores werden in allen Disziplinen separat gespeichert, wodurch der Spieler motiviert wird, sein Können in den verschiedenen Disziplinen kontinuierlich zu trainieren, um den Highscore zu übertreffen.
Zur Steuerung des Spieles wird ein Joystick genutzt. Dieser muss auf unterschiedliche Weise eingesetzt werden: In manchen Disziplinen muss der Spieler ihn mit möglichst gleichmäßigen Bewegungen hin und her bewegen, in anderen Disziplinen kommt es auf die zeitgenaue Abfolge komplexer Bewegungen oder die kontinuierliche, schnelle Betätigung des Feuerknopfes (auch Buttons mashing genannt) an. Die schnellen Rechts-Links-Bewegungen des Steuerknüppels, die vor allem für die Laufsportarten notwendig waren, sorgten für einen überdurchschnittlichen Verschleiß der Joysticks.

## Entwicklungs- und Veröffentlichungsgeschichte
Summer Games war eine Weiterentwicklung eines Spiels des Entwicklungsstudios Starpath, das kurz zuvor mit Epyx fusioniert worden war. Das von Scott Nelson für die Supercharger-Erweiterung des Atari 2600 entwickelte Zehnkampf-Spiel Sweat! war nach der Fusion vorerst eingestellt worden. Als nun die Olympischen Spiele in Los Angeles nahten und Epyx unter Druck stand, einen Hit zu produzieren, griff man die Idee des Spieles wieder auf. Statt des Zehnkampfs standen nun olympische Disziplinen zur Auswahl. Da Epyx damals keine Lizenz des Internationalen Olympischen Komitees besaß, wurde die Veranstaltung im Spiel einfach „Epyx Games“ genannt.
Unter der Leitung des Programmierers Stephen Landrum wurde das Spiel von Randy Glover, Jon Leupp, Brian McGhie, Stephen Murdry und Scott Nelson in weniger als sechs Monaten entwickelt. Der Code wurde in der systemnahen Programmiersprache Assembler geschrieben, wozu ein angepasster Assembler auf einem Apple II eingesetzt wurde. Für die grafische Darstellung des Spieles holte Epyx mit Erin Murphy erstmals einen Grafiker ins Entwicklungsteam.

### Nachfolger
Zu Summer Games erschien bereits 1985 das Sequel Summer Games II, das auch von Randy Glover geschrieben wurde. Die spielerische Umsetzung der Olympischen Spiele wurde später mit den Titeln Winter Games, World Games, California Games und California Games II fortgesetzt.
1988 folgten mit The Games: Summer Edition und The Games: Winter Edition grafisch überarbeitete Neuauflagen der Spiele.
Derzeit besitzen Ironstone, Magnussoft und System 3 die Lizenz, den Namen Epyx zu verwenden. Dadurch erscheinen derzeit für verschiedene Plattformen wieder Spiele, deren Name und Gestaltung sich ans Original anlehnt.

## Rezeption
Summer Games wurde mit etwa 100.000 verkauften Kopien zum Verkaufsschlager für Epyx. Zusammen mit den verschiedenen Portierungen auf andere Plattformen stieg die Zahl laut Aussagen von Stephen Landrum sogar auf etwa eine Million verkaufter Exemplare.
Das deutsche Printmagazin Power Play urteilte über die Atari-2600-Portierung, dass sie das Beste aus der Konsole heraushole und eine „kleine technische Meisterleistung“ darstelle. Zwar sei die grafische Darstellung stellenweise detailarm, doch sei dies eindeutig der mangelnden Leistungsfähigkeit der Konsole geschuldet. Redakteur Martin Gaksch wies darauf hin, dass das Atari 2600 nur über ein Viertel des Speicherplatzes des Ausgangscomputers Commodore 64 verfüge.